# دنیس شفیک
دنیس شفیک (سیریلیک صربی: Денис Шефик؛ زادهٔ ۲۰ سپتامبر ۱۹۷۶) بازیکن واترپلو اهل صربستان است.
وی در مسابقات کشوری و بین‌المللی در مجموع برندهٔ ۳ مدال طلا شده‌است.